# Biel, Condado de Ostrów Mazowiecka
Biel [bjɛl] es un pueblo situado en el municipio de Ostrów Mazowiecka, en el distrito de Ostrów, voivodato de Mazovia, Polonia. Según el censo de 2011, tiene una población de 293 habitantes.
Está ubicado aproximadamente a 5 kilómetros al este de Ostrów Mazowiecka y a 91 kilómetros del noreste de Varsovia.